# Santa Fe (Jalisco)
Santa Fe es una localidad del estado mexicano de Jalisco. Es parte del municipio de Zapotlanejo.

## Demografía
| Gráfica de evolución demográfica |
|                                  |

| Censo | Población |
| ----- | --------- |
| 1900  | 645       |
| 1910  | 952       |
| 1921  | 1 146     |
| 1930  | 717       |
| 1940  | 414       |
| 1950  | 1 208     |
| 1960  | 1 348     |
| 1970  | 1 482     |
| 1980  | 1 768     |
| 1990  | 2 664     |
| 2000  | 2 735     |
| 2010  | 2 744     |
| 2020  | 2 921     |